# Cassero Senese (Montepescali)
Il Cassero Senese è un cassero di Montepescali, località del comune di Grosseto.

## Storia

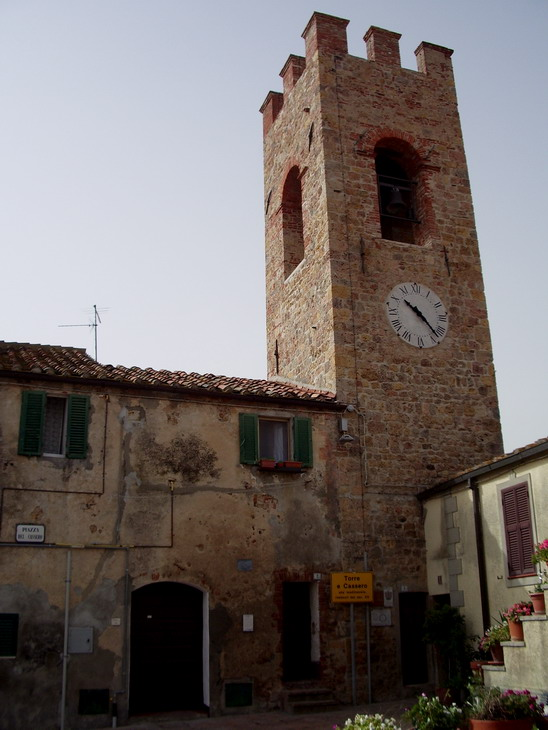
La torre del Cassero

Il complesso, comprendente anche una torre dell'orologio, fu costruito quasi certamente nel corso dell'XI secolo, svolgendo originariamente funzioni religiose in quanto originariamente era un convento che includeva anche la chiesa di Santa Cecilia e la torre era, all'epoca, adibita a campanile.
Nel corso del XII secolo il complesso conventuale fu soppresso e trasformato in rocca e divenne la sede del feudo controllato dalla famiglia Aldobrandeschi.
Nel Trecento, il passaggio di Montepescali alla Repubblica di Siena portò alla trasformazione della rocca nel cosiddetto Cassero Senese, che successivamente venne ristrutturato per ospitare il locale Palazzo di Giustizia: la realizzazione del cassero comportò anche la soppressione della chiesa che vi sorgeva.
Perso lo status di Libero Comune, il borgo vide una graduale dismissione dei palazzi pubblici, che furono gradualmente venduti ai privati e trasformati in edifici abitativi: tale destino fu seguito anche dal cassero.

## Descrizione
Affacciato su Piazza del Cassero, si presenta come un complesso costituito da un palazzo a pianta rettangolare, al cui lato destro è addossata la Torre dell'Orologio.
L'edificio che ospitò il Palazzo di Giustizia ha subito profonde modifiche hanno alterato gran parte degli elementi stilistici, pur potendo intuire dall'articolazione del complesso le primitive funzioni di complesso religioso.
La Torre dell'Orologio, a pianta quadrata, con strutture murarie rivestite in pietra, si eleva ben oltre il tetto del palazzo. Nella parte alta è collocato un orologio, risalente alla seconda metà dell'Ottocento, che ha sostituito quello originario perduto durante la battaglia del 1555 tra Fiorentini e Senesi per il controllo di Montepescali: l'antico orologio è conservato nel Museo d'Arte e Storia di Ginevra.
Al di sopra, vi è una piccola apertura ad arcotondo rivestito in laterizi, mentre sugli altri lati si aprono più ampie monofore, sempre ad arco tondo.
La parte alta, non perfettamente conservata, presenta alcuni resti di merli che testimoniano l'esistenza di una merlatura sommitale nei secoli scorsi.